# Gare d'El Hadjar
La gare d'El Hadjar est une gare ferroviaire algérienne située sur le territoire de la commune d'El Hadjar, dans la wilaya d'Annaba.

## Situation ferroviaire
La gare est située dans le centre-ville d'El Hadjar, sur la ligne d'Annaba à Djebel Onk. Elle est précédée de la gare d'Annaba et suivie de celle de Chebaita Mokhtar.

## Service des voyageurs

### Desserte
La gare d'El Hadjar est desservie par les trains régionaux des liaisons :
- Annaba - Tébessa[1] ;
- Annaba - Chihani Bachir[2].